# 南塔拉纳基区
南塔拉纳基区是新西兰的一个区(新西兰二级行政区划)，位于北岛西岸。总面积3,575.46平方公里（1,380.49平方英里），总人口26,800（2009年6月）。南塔拉纳基区为塔拉纳基大区的一部分。该区包含马奈阿、威弗利、帕蒂亚等城镇。